# Tettigonioidea
Tettigonioidea, nadporodica kukaca iz podreda Ensifera ili dugoticalnih skakavaca, koja obuhvaća tri porodice, od kojih je jedna nestala, to su: A) Tettigoniidae koju je opisao Krauss, 1902; B) Phaneropteridae Burmeister, 1838, i C) fosilna porodica Haglotettigoniidae Gorochov, 1988 †,  kojoj pripadaju vrste Haglotettigonia aenigmatosa i Haglotettigonia egregia.
Danas živućih vrsta ima blizu 7 000.